# Midi Première
Midi Première est une émission de variétés française présentée par Danièle Gilbert, principalement réalisée par Jacques Pierre et diffusée du 6 janvier 1975 jusqu'au 1er janvier 1982 sur TF1. L'émission est diffusée le plus souvent entre 12 h 15 et 12 h 55, laissant place au journal quotidien de 13 h. Toutefois, son horaire de diffusion est censé évoluer, en fonction des invités et du lieu où est tourné l'enregistrement de l'émission, notamment lorsqu'elle est réalisée à l'extérieur des studios.

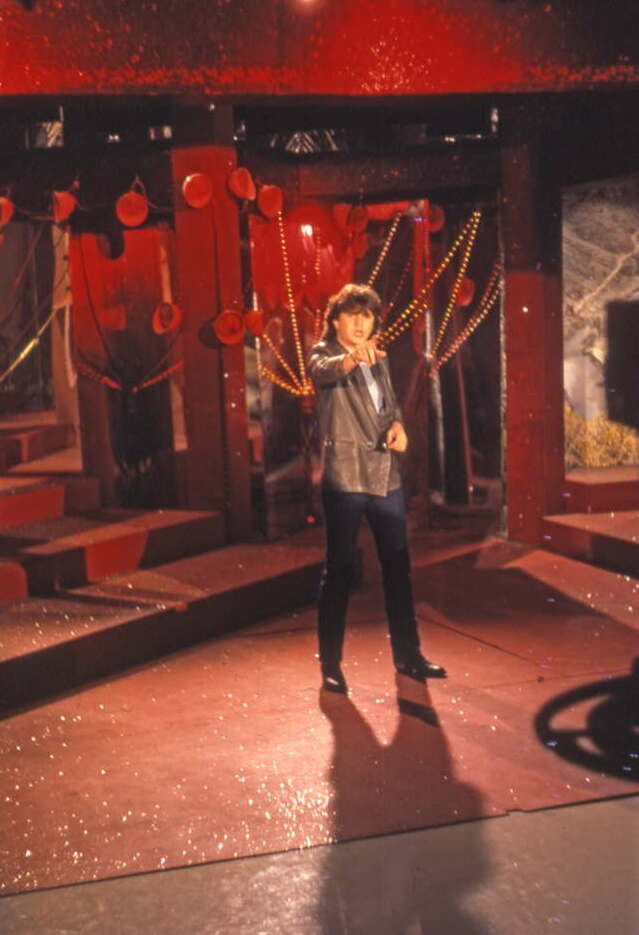
Daniel Balavoine dans l'émission du 17 octobre 1980.

## Génèse et évolution
Succédant à Midi Trente également présentée par Danièle Gilbert sur la première chaîne ORTF 1 entre le 6 mars 1972 et le mois de décembre 1974, Midi Première est l'une des toutes premières émissions de TF1 créée le 1er janvier 1975, à la suite de l'éclatement de l'ORTF. Son concept consiste le plus souvent à parcourir la province française, du lundi au vendredi, en compagnie de célébrités (chanteurs de variété, acteurs, humoristes, etc.) et présenter aux téléspectateurs, aussi bien certaines vedettes « locales » qu'internationales ou encore, de présenter les artistes en direct depuis le studio 101 de la Maison de la Radio. 
L'émission est diffusée en direct le lundi, le mardi et le mercredi. Après ces directs, les émissions diffusées les jeudi et vendredi sont tournées : le lundi après-midi, l'émission diffusée le jeudi et le mardi après-midi, celle diffusée le vendredi. 
Certaines prestations d'artistes, avec les rediffusions, sont devenues cultes comme celle où Ringo interprète le titre La fille que j'aime durant laquelle "il se bat" avec un manifestant (1977), celle de Dalida avec le titre Il y a toujours une chanson avec la bande-son qui ne part pas, par deux fois, à la bonne vitesse (1978), Les Charlots et Danièle sous la pluie où les parapluies se retournent à cause du vent, Claude François et ses Clodettes, qui, en province, n'arrivent pas à rejoindre "le plateau" afin d'interpréter sa chanson, ce dernier étant "pris par la foule de fans en délire" (été 1977). Le groupe Supertramp s'y est produit en interprétant le titre "Dreamer", le 8 mars 1975. 
En octobre 1981, Danièle Gilbert est reçue par André Harris et Pierre Bouteiller qui l'informent de la décision d'arrêter l'émission puis elle apprend en lisant France-Soir que Midi Première doit être remplacée par une nouvelle émission présentée par Anne Sinclair.
Selon certaines sources, l'émission aurait été supprimée fin 1981, à la suite de l'élection de François Mitterrand; la présentatrice, native de Chamalières, ayant fait partie du comité de soutien de Valéry Giscard d'Estaing, à deux reprises.
Cependant, le motif réel ne serait pas d'ordre politique mais plutôt du fait des baisses sensibles d'audience ainsi qu'une certaine lassitude du public; Danièle Gilbert occupant la même case horaire depuis l'année 1968, le concept de l'émission étant essoufflé, TF1 souhaite dès lors apporter de la fraîcheur et du renouvellement à l'antenne, à une époque où en France, le téléspectateur ne dispose que de trois chaines de télévision.        
La dernière émission est diffusée le vendredi 1er janvier 1982 dans les conditions du direct, le programme ayant été enregistré le 29 décembre 1981. Parmi les invités, on note des habitués de l'émission comme Karen Cheryl, Les Charlots, Garcimore, Alice Sapritch, Jean Marais et Sylvia Monfort ainsi qu'Annie Cordy, Rika Zaraï, Line Renaud, etc. accompagnés de quelques membres du public venus tout spécialement de province, parmi lesquels, Jacques Godfrain.
L'émission est remplacée par Les Visiteurs du jour présentée par Anne Sinclair. À la suite de sa disparition de l'antenne en 1982, Danielle Gilbert ne pourra pas retrouver une place régulière et aussi importante à la télévision.